# Pauly-Wissowa

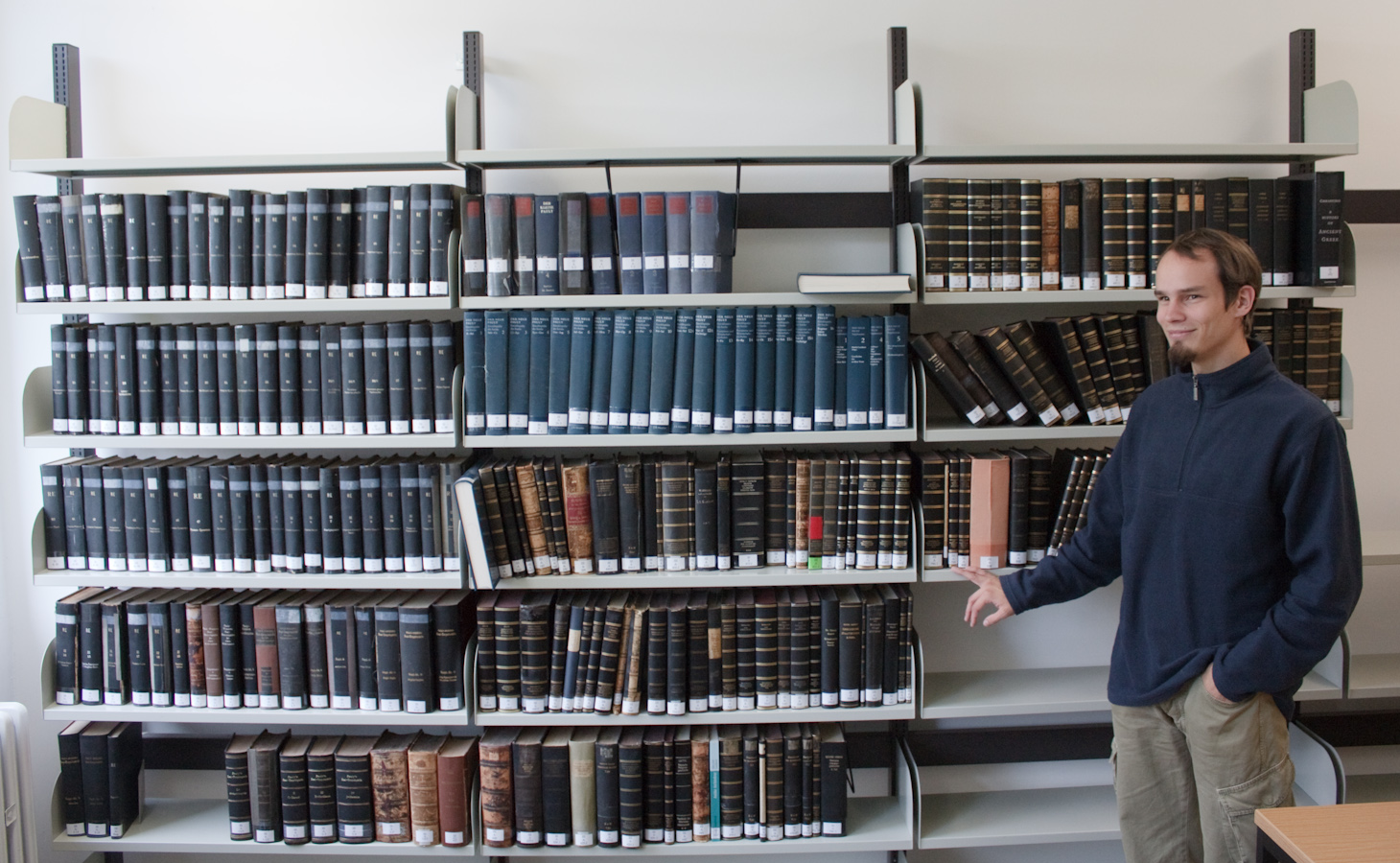
Le edizioni del Pauly su uno scaffale. A sinistra il Pauly-Wissowa-Kroll e la Ur-Pauly, al centro due copie del Piccolo Pauly (dorso violetto) e del Nuovo Pauly (dorso blu), in basso e a destra il Manuale dell'antichità

Paulys Realencyclopädie der classischen Altertumswissenschaft o Pauly-Wissowa (abbreviato P.-W.), o anche Pauly-Wissowa-Kroll, o molto più semplicemente RE sono le abbreviazioni usate della Realencyclopädie der Classischen Altertumswissenschaft, l'Enciclopedia reale dell'antichità classica, una vasta e completa enciclopedia dell'antichità classica, che fu pubblicata dal 1893 al 1978. Era concepita come una revisione completa basata sull'analogo lavoro di August Friedrich Pauly. Parimenti fu pubblicato, dal 1964 al 1975, il piccolo Pauly (Der kleine Pauly) un'edizione compatta e moderna alla portata di tutti. Dal 1996 è stato pubblicato il nuovo Pauly (Der neue Pauly), in dodici volumi integrati da tre volumi introduttivi di storia della scienza e da una serie di supplementi.

## Ilprimo Pauly

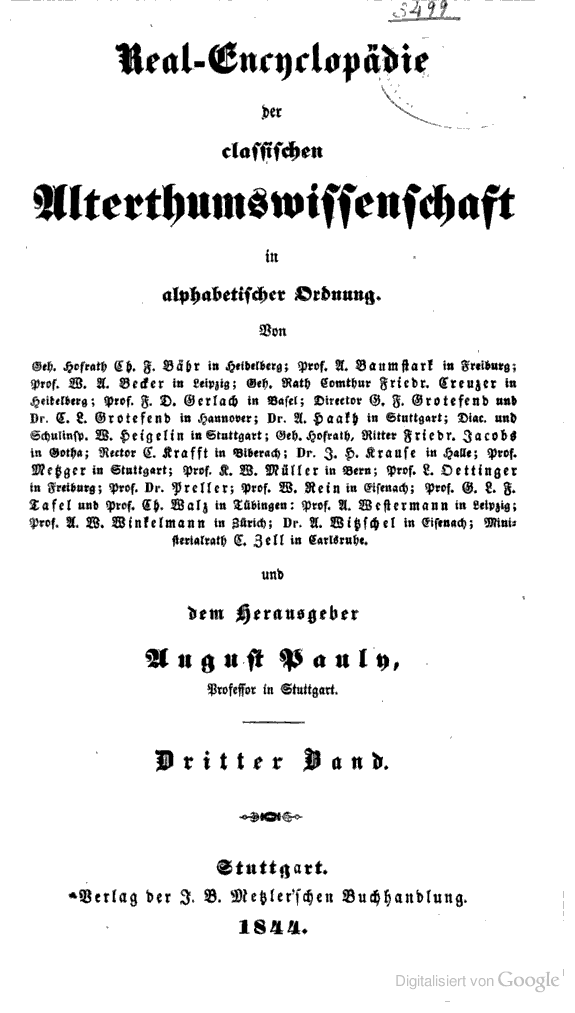
Frontespizio del terzo volume, l'ultima pubblicazione vista da Pauly

August Friedrich Pauly fondò nel 1837 l'Enciclopedia reale dell'antichità classica in ordine alfabetico. Inizialmente il professor Pauly voleva creare solo uno strumento per insegnanti e studenti che sviluppò con la collaborazione di 17 coautori. L'ambito orientale venne trattato solo nel caso fossero presenti fonti greche o latine. Dopo la morte di Pauly continuarono il suo lavoro Ernst Christian Walz (1802-1857) e Wilhelm Siegmund Teuffel, con molti collaboratori, innalzando il livello scientifico dell'enciclopedia, tenendo in maggiore considerazione le culture secondarie e la bizantinologia. Tra il 1864 e il 1866 Teuffel iniziò, su indicazione della casa editrice Metzler, una nuova edizione del primo volume. Già allora si erano venute accumulando molte nuove scoperte, sicché il rifacimento del primo volume fu pubblicato su due volumi. Ulteriori rifacimenti non erano stati programmati, sicché il progetto continuò fino alla revisione di Georg Wissowa. Alla fine anche il primo Pauly (Der Ur-Pauly) era composto da otto volumi. Tra i numerosi coautori elencati vi sono Otto Abel, Georg Friedrich Grotefend, Benedikt Niese, Ludwig Preller, Friedrich Wieseler e Eduard Zeller.
In aggiunta al lavoro di Leopold von Ranke, di Johann Gustav Droysen e di Theodor Mommsen nel suo lessico Pauly aveva posto le basi per la supremazia degli studi classici tedeschi, che andò perduta solamente per la politica razziale dei nazisti e la seconda guerra mondiale. Il Pauly è stato già nella sua prima stesura un capolavoro epocale, che ha costituito non solo la spinta per le successive lavorazioni, ma anche per le altre enciclopedie, come la Lübkers Reallexikon des klassischen Altertums.

## LaRealencyclopädie
Basata sullo Ur-Pauly nacque, per opera di Georg Wissowa - dopo che l'editore inizialmente previsto, Otto Crusius, l'aveva respinta - la RE, la Paulys Realencyclopädie der classischen Altertumswissenschaft. La RE è la risorsa più completa al mondo di studi classici, di storia della scienza e scienze affini.
Secondo il piano originale, il progetto doveva essere completato entro dieci anni; in realtà ci vollero 78 anni, durante i quali quattro altri studiosi proseguirono il lavoro di Wissowa: Wilhelm Kroll (1906-1939), Karl Mittelhaus (1939-1946), Konrat Ziegler (1946-1974, dal 1958 al 1961 insieme a Walther John) e Hans Gärtner (1974-1980). Il dizionario venne dapprima pubblicato dall'editore J.B. Metzler, poi da Druckenmüller. Oggi, tutti i diritti appartengono nuovamente a Metzler.

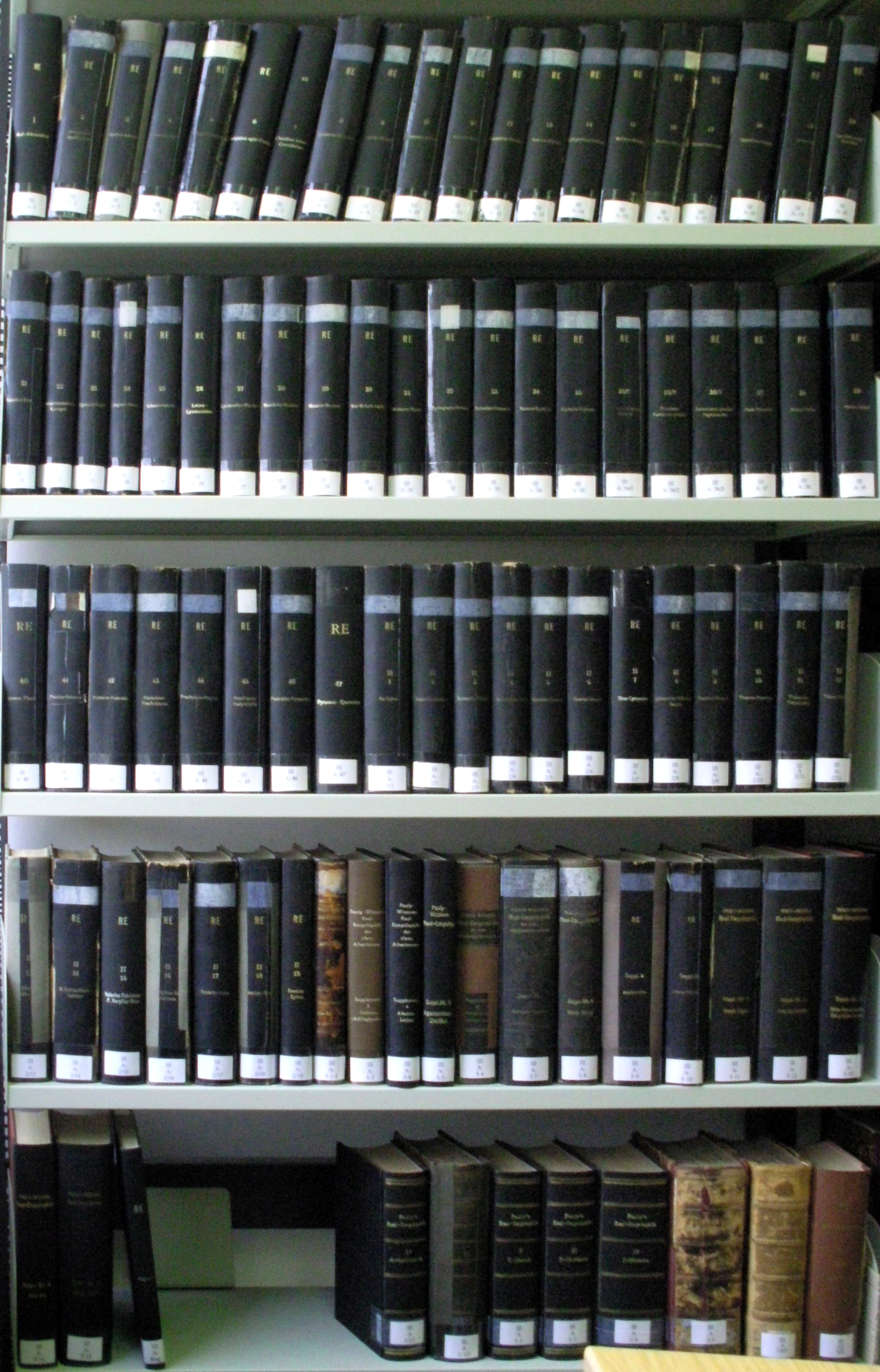
La RE riempie uno scaffale. In basso a destra lo Ur-Pauly

Siccome fu presto chiaro che l'obiettivo non sarebbe stato raggiunto così rapidamente come si era pensato, e si temeva di compromettere il lavoro nella sua interezza, William Kroll iniziò nel 1914, con il sostegno di Kurt Witte (1911–1923), una seconda edizione che iniziava con la lettera "R". I volumi della seconda edizione vennero pubblicati in notevole ritardo rispetto alla prima (da 3 a 4 anni).
Il Pauly-Wissowa consta, dopo il completamento della nuova edizione, conclusa nel 1978, di 66 semivolumi e di 15 volumi supplementari; inoltre c'è un indice dei supplementi e dei volumi supplementari che risale al 1980. Sempre nel 1980 fu pubblicato negli Stati Uniti un elenco da John P. Murphy. Infine nel 1997 fu pubblicato un elenco completo in due parti (alfabetica e tematica), nel 2000 l'indice analitico è apparso su CD-ROM.
Gli articoli della RE erano generalmente scritti da esperti riconosciuti sull'argomento, anche se alcuni articoli, a causa della loro lunghezza, assumevano già il carattere della piccola monografia (come in Cicerone come politico di Matthias Gelzer); alcuni articoli apparivano poi come una ristampa a parte (come ad es. Omero di Albin Lesky o Procopio di Cesarea di Berthold Rubin). Naturalmente, tutta una serie di articoli sono ormai, in tutto o in parte, obsoleti, e risultano talvolta piuttosto arbitrari. I volumi prodotti tra il 1933 e il 1945 non sono sempre esenti dall'ideologia nazista (si confronti l'articolo su Pisistrato di Fritz Schachermeyr).
Molte biografie su personaggi della repubblica romana sono opera di Friedrich Münzer; alla tarda antichità hanno contribuito con importanti articoli Otto Seeck, Wilhelm Ensslin, Berthold Rubin e Adolf Lippold (che ha scritto diversi articoli anche per il piccolo Pauly). Taluni non si attenevano nei loro articoli alla communis opinio, ma esponevano le proprie ipotesi, come il latinista Franz Skutsch e l'ormai dimenticato storico Valerian von Schoeffer. Complessivamente oltre 1100 autori hanno contribuito al progetto con articoli e integrazioni.
Sebbene, in molte parti, i contenuti della RE, non siano più rappresentativi per la ricerca moderna, non risultano nel loro complesso integralmente superati, soprattutto perché di norma utilizzavano quasi completamente le fonti letterarie conosciute dell'epoca. Tuttavia, l'uso per il profano si rivela piuttosto problematico, dal momento che con certe procedure - come ad esempio la classificazione delle personalità romane secondo l'onomastica romana o il raggruppamento di lemmi di greco antico nella lingua greca parlata e scritta - presuppone una formazione classica, che oggi semmai è patrimonio degli specialisti. Sostanzialmente, quanto si sapeva sull'antichità durante la redazione in ordine alfabetico dei volumi della RE, si ritrova quasi sempre nei volumi. A meno che siano stati scoperti successivamente, la ricerca su argomenti o personaggi specifici non è mai inutile. Anche in questo caso, gli articoli possono essere presenti sotto forma di integrazioni, come nel caso della dea Afaia. La RE costituisce uno strumento indispensabile non solo per gli amanti delle antichità germaniche.

## IlPiccolo Pauly
Il Piccolo Pauly, dizionario delle antichità, fu sviluppato tra il 1964 e il 1975 sulla base del Pauly-Wissowa e pubblicato in cinque volumi con la collaborazione di numerosi studiosi, come Konrat Ziegler, Walther Sontheimer e Hans Gartner. Gli articoli erano generalmente assai più brevi, riscritti da capo da apprezzati esperti e corredati con le più recenti informazioni letterarie (che però nel frattempo sono divenute parzialmente superate). Il piccolo Pauly si è rapidamente guadagnato la reputazione di un sobrio e affidabile testo di riferimento ed è ancora molto citato, sebbene i contenuti della ricerca siano, naturalmente, parzialmente obsoleti.
Come nella RE, è positiva la prossimità delle fonti della maggior parte degli articoli, che ha consentito fino ad oggi di indirizzarsi rapidamente verso le più importanti testimonianze antiche su un argomento. Si deve considerare che in fondo ad ogni volume vi sono rettifiche e appendici e che alla fine del quinto ed ultimo volume c'è un ulteriore complemento a tutti i volumi precedenti.
A differenza della RE, il piccolo Pauly tratta più ampiamente anche "aree marginali" dell'archeologia classica, come il cristianesimo, l'assiriologia o la bizantinistica.